# Diriangén Fútbol Club
Diriangén Fútbol Club es un club de fútbol nicaragüense con sede en la ciudad de Diriamba, Carazo, que juega en la Primera División. El club disputa sus partidos como local en el Estadio Cacique Diriangén, que tiene capacidad para 8000 espectadores. El negro y el blanco son los colores tradicionales de Los Caciques.
El club, fundado el día 15 de mayo de 1917, es uno de los más antiguos del fútbol nicaragüense y desde el año 1931 que se inicia la primera liga organizada, ha participado de manera ininterrumpida en la primera división. Diriangén es el club nicaragüense más exitoso a nivel nacional con 33 títulos nacionales, tres de ellos consecutivos en el presente siglo (2004, 2005 y cuando cambió el formato en la temporada 2005-2006,2018, 2021, 2023 Y 2024) Es el único club del país que nunca pasó por la categoría de ascenso, por eso le hacen honor a su lema "Diriangén no tuvo infancia, porque nació grande". De 1940 a 1946, el club consiguió 6 títulos de forma consecutiva, siendo el primer club centroamericano en ser hexacampeón.
A nivel internacional se destaca su participación en el Torneo Centroamericano de la Concacaf de 1976, donde quedó subcampeón perdiendo la final contra el C.D. Águila. Diriangén FC es uno de los dos equipos nicaragüenses más importantes junto al Real Estelí FC. Los enfrentamientos con este equipo son conocidos como el clásico nacional.

## Historia

### Fundación
El 15 de mayo de 1917 se organiza y funda el Diriangén F.C., integrado mayoritariamente por jóvenes descendientes de inmigrantes europeos y jóvenes nativos de la villa de Diriamba que ya destacaban en la práctica del fútbol.
Los primeros mentores de ese club y jugadores a la vez, eran destacados ciudadanos de Diriamba: José Dolores González, Buenaventura Rappaccioli, Demetrio González, Enrique Baltodano, Juan Yuston, Diego y Carlos González, Ramón Quintanilla, entre otros.

### Primeros partidos
El club de Fútbol "Diriangén" sostuvo los primeros encuentros, con los poderosos equipos de Managua como el "Xolotlán" y "Atlético", el "Metropolitano" de la ciudad de León, a los cuales venció en todos los encuentros de una manera decisiva.
Los muchachos del "Diriangén", siempre orgullos de su nombre y como formidables guerreros dirianes, mantuvieron muy en alto el nombre de Diriamba y la integridad del honor y del prestigio del equipo del que eran dignos miembros.
Más tarde se organizan en Managua otros equipos entre ellos el famoso e histórico equipo de fútbol "El Ferrocarril", integrado por elementos de la sociedad de Managua y miembros del "Ferrocarril del Pacífico de Nicaragua" (FCN), con el cual se batió varias veces el "Diriangén", resultando continuamente victorioso. Vence luego a clubes de León y de Corinto, y con un gran récord de triunfos y laureles conquistados en las lides del deporte, cobra una fama tal que desde ese entonces el Diriangén como el Cacique, Tapaligue o "Capitán de guerra" y Gran Señor de los Dirianes, fue apellidado para eternamente serlo: el equipo "Cacique Invencible".
Cabe aquí apuntar que en uno de los grandes patios de secar café de la inmensa hacienda "La Palmera" de los sucesores de don José Esteban González, ahí fue donde se iniciaron las primeras prácticas de fútbol del club "Diriangén"; después para dar más amplitud y desarrollo al fútbol, se instalaron los campos de juego en el campo que hoy ocupa la "Quinta Alicia", del Ingeniero Román González, campo deportivo llamado popularmente "El Field".
El fútbol es el deporte favorito del público diriambino, el cual concurre siempre a sus exhibiciones, llenando de bote en bote el "Estadio". Conste que el deporte del fútbol, constituye el más fuerte lazo de unión abierto para solidificar la fraternidad y conocimiento de los pueblos de la República. No solamente es un juego que distrae y deleita, sino que la sicología moderna lo considera como un lazo indisoluble en el terreno de la amistad.
Así las cosas, las nuevas generaciones, recogen el guante que arrojaron los primeros iniciadores del fútbol y mantienen las glorias del "Diriangén" hasta la fecha bajo el lema ¡Siempre Invicto y Glorioso!
En sus 100 años de historia, el "Diriangén" ha sido múltiple Campeón Nacional contando en sus filas con una gama de astros del balompié Nica, mencionando en las décadas de los años 20 y 30 figuras como: Carlos Alberto González, José Dolóres González,  Fernando Briceño, Manuel Morales “El Capi”, Francisco 'Paco' Alemán, Edmundo Quintanilla González, José 'Pepe' Estrada, Ramón García 'El Tigre', Sergio Fairut y Félix Pedro Rocha; Armando Ideáquez, César Espinoza, Juan José Tercero, Roberto González, Francisco 'Paco' Zapata, Arnoldo Pacheco,  Manuel Morales, José Domingo Siero, Ignacio 'Nacho' y Tulio González, Duilio Baltodano Pallais, Jorge Blanco, Antonio González Espinoza, Rodolfo 'Diriambita' Cruz, Francisco González, Moisés Baltodano, Antonio Zapata, Adolfo Aragón, Armando Blanco, Rodolfo Mendieta y otros.
El relevo generacional para las dos siguientes décadas de los años 40 y 50 fue excepcional brillando muchos jugadores caciques tales como Manuel 'Catarrito' Cuadra González, Pedro 'Milo”' Robleto, Humberto 'Mantainés' Martínez, José León Sánchez Román, Eduardo 'Lalo' Abud Pineda, José María 'Chema' Bermúdez, Alfredo Mendieta, Napoleón 'Porroncha' Molina, Alberto 'El Tico' Dávila, Julio 'El Negro' Rocha Idiáquez, Eduardo 'La Saeta Rubia'  Siero, Arnulfo 'Milo 2' Robleto, Marco Tulio Bendaña, Gilberto 'La Chita' López, Hedí 'El Ciego' Jiménez, Emerson Flint, Douglas Pérez, Omar Jirón y Antonio Cruz entre otros. La generación de los cuarenta ganó siete campeonatos nacionales de forma consecutiva (1940-1946).
Las generaciones de las décadas de los 60 y 70 no deslucieron, y en la denominada época de oro del fútbol Nicaragüense en el Diriangén resaltaron figuras como Manuel Cuadra Serrano “Catarrito”, Pedro José Jirón “Peché”, Manuel Flores “Cuchubal”, Manuel Tamariz, Gustavo Ocampo “El Cuervo”, Armando Mendieta “Mituy”, Leonel Quintanilla, Róger Páez “El Zorro”, Vidal Quintanilla “Paisa”, Rodolfo Castro “Fito”, Luis Enríquez “El Negro”, Francisco Romero “Chico Mambo”, Mario Orellana “El Mesié”, Tulio López “Cebolla”, Omar Jirón “Huacal”, Víctor Granja “Mama Yoya”, Gustavo González “Chepito”, Mauricio Cruz “El Chaparro”, Róger Gutiérrez “Macheteado”, Bayardo Barrera “Carita”, Rodolfo Zúñiga “El pocho”, Ricardo Fernández “Chambacú”, Danilo Hernández “Chacalín”, Francisco Hernández, Bayardo Baltodano “Carifay”, Manuel Quintanilla “La Zorra”, Horacio Rocha “Frambuco” y Cairo Arévalo “El Mico”. La base de las selecciones nacionales de esos años eran jugadores del Diriangén.
Muchas de las figuras de finales de los 70s continuaron destacando en la década de los 80s, añadiéndoseles nuevos valores como Reynaldo Cruz “La Cuerda”, Alejandro Esquivel “Chimicol”, Axel Barrios, Sergio Portillo “La Mascota”, Mario Mendieta Jr “Mituy”, Mario Chávez y Marvin Narváez “El Gato”, muchos de los cuales se complementaron generacionalmente para actuar en la década de los 90s junto con Livio Bendaña Jr “El pollo”, José María Bermúdez “Chema”, Harry Cruz, Armengol González, Hevel Quintanilla “La Zorrita”, Léster González “El Caballo”, Huberd López “Cebolla”, Sergio Gago “Yuyo”, William Espinoza “Guirila”, Juan Orellana “Juanelo” y Jacobo Abud “El negro”.
En la pasada década destacan jugadores que repusieron con buen suceso a sus antecesores, tales como Carlos Novoa, Franklin López, David Solórzano, Martín Molina, Emilio Palacios, Miguel Cruz, Silvio Avilés “Dolores”, Denis Espinoza “El Pulpo”, Ismael Reyes “Huevo” y Hogly Corrales.

## Uniforme
- Uniforme Titular: camisa rayada blanco y negro, short negro, Medias Blancas
- Uniforme Visitante: camisa blanca, short blanco, medias negras

## Estadio

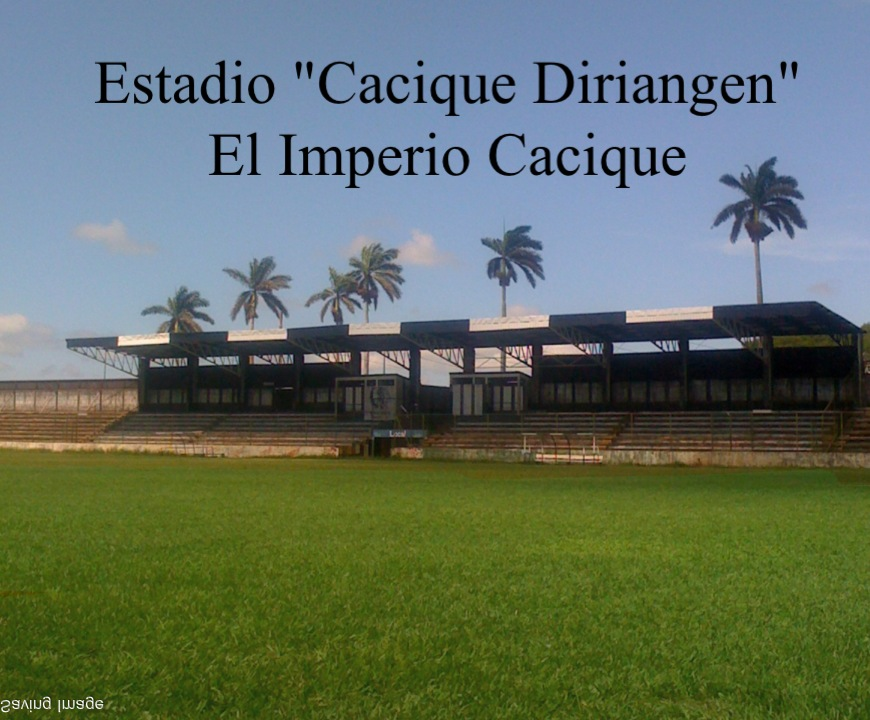
Estadio Cacique Diriangen

La sede oficial del Diriangen FC es el "Estadio Cacique Diriangén" con capacidad para 8,500 aficionados, inaugurado oficialmente bajo el mandato de la presidenta de La República Violeta Barrios de Chamorro en el año de 1992. Está edificado en lo que fueron 6 canchas de fútbol del "Instituto Pedagógico de Diriamba" (IPD), siendo la orientación de la cancha de norte a sur.
Está totalmente delimitado tanto el terreno de juego como el inmueble en general, dispone de las medidas (102 × 65 m) requeridas no solo para juegos de Primera División sino para encuentros de carácter internacional, virtud que le ha servido para ser considerado por muchos años como el único Estadio de Fútbol con características apropiadas para encuentros oficiales tanto a nivel de equipos como de selecciones nacionales en sus diversas categorías.
Actualmente se encuentra en buen estado de conservación, su uso se reduce regularmente a juegos de los equipos de Diriamba que participan en la primera división nacional (masculino y femenino).
Dado al mal estado de las otras canchas, en este Estadio se juegan las fases finales de las otras categorías que no ven acción regularmente en dicha instalación,a como son la Tercera División Municipal Federada, Liga Independiente, Liga Campesina y Liga Papy Futbol.
En este estadio se han jugado encuentros importantes como:
- Victoria del Diriangén 3 x 2 a la Liga Deportiva Alajuelense (LDA) de Costa Rica.
- Victoria del Diriangén sobre AFC Euro Kickers de Panamá.
- Cuadrangular de Campeones de Clubes UNCAF 2004 Saprissa (Costa Rica), CD FAS (El Salvador), Diriangén FC y Real Estelí.
- Primera Edición del Torneo Sub-16 de la UNCAF año 2006.
- Empate de la Selección de fútbol de Nicaragua con la Selección mayor de San Vicente y las Granadinas.

También, fue sede de partido de eliminatorias a la Copa del Mundo 2001 de la Selección de fútbol de Nicaragua contra su similar de Honduras el 16 de abril de 2000.

## Rivalidades
Hasta mediados de la década de los cincuenta, el Diriangén monopolizó la representación de Diriamba en los campeonatos nacionales, pero como sucedió en muchos países con tradición futbolística el poder económico hizo surgir a equipos de la misma localidad, originando una temible rivalidad. De esa manera surgió a mediado de los cincuenta el Santa Cecilia FC, el cual captó a los mejores elementos del Diriangén y a un sinnúmero de extranjeros de mucha calidad. La respuesta inmediata fue el nacimiento de verdaderos prospectos caciques que defendieron la camisa rayada y sobre todo se afianzó el espíritu de la afición indígena, la cual no dejó que bajo ninguna circunstancia desapareciera el equipo del pueblo. 
Posteriormente surgieron otros equipos locales tratando de arrebatar parte del cariño hacia la Tribu, destacando al Café Presto, El Excelcior, El Conarca, El Deportivo Diriamba, El Carita Barrera, El Cinco Estrellas, Los Hermanos Molina y el Avícola Pinares FC. Ninguno de ellos traspasó el umbral del tiempo, ya que una vez terminada la bonanza económica que los sostenía y/o el entusiasmo de sus seguidores desaparecieron del escenario. 
Por Managua destacaron rivales como El Ferrocarril FC, Somoza FC, Atlético, El Triunfo, La Aduana, Rincón Español, Milca Roja, Academia Militar, UCA, El Molina Gómez, América Managua, Los Búfalos, Sandak, Juventud, Bautista y Walter Ferreti.
Por el resto de los Departamentos también destacaron el Deportivo Masaya, el Flor de Caña de Chichigalpa, el Oriental de Granada, El Metropolitano de León, el Chinandega-ISA de Chinandega, y los equipos norteños del Real Madriz de Somoto y Jalapa FC. En este punto, ninguno de ellos pudo ser sobresaliente que el Real Estelí

### Clásico Nacional
El «Clásico Nacional Nicaragüense de fútbol» es uno de los partidos más importantes y tradicionales del fútbol nica, en el cual se enfrentan Diriangén y Real Estelí, los dos equipos más importantes de Nicaragua. Entre ambos se reparten los títulos del futbol nicaragüense.

## Palmarés

### Torneos nacionales
| Competición nacional               | Títulos |
| ---------------------------------- | --- |
| Primera División de Nicaragua (33) | 1940, 1941, 1942, 1943, 1944, 1945, 1949, 1953, 1956-57, 1959, 1969, 1970, 1974, 1981, 1982, 1983, 1987, 1989, 1992, 1994-95, 1995-96, 1996-97, 1999-00, Ap. 2004, Cl. 2005, 2005-06, Cl. 2018, Cl. 2021, Ap. 2021, Cl. 2022, Ap. 2023, Cl. 2024, Ap. 2024. |
| Copa Primera (3)                   | 2020, 2024, 2025. |

### Torneos internacionales
- Torneo Centroamericano de la Concacaf: Subcampeón en 1976.